# Side Pocket
Side Pocket — спортивная видеоигра, симулятор бильярда. Разработана и выпущена компанией Data East в 1987 году для аркадного автомата. В 1987-1999 годах портирована на многие домашние и портативные игровые консоли. Также выпущено два продолжения для игровых консолей. В настоящее время права на игровую серию принадлежат G-mode.

## Создатели
В создании версии для Sega Mega Drive (1992, версия от Data East corp.) участвовали:
- Y.Koideya - директор
- Daore.Tsuzawa - проектировщик
- TALA., Fuji. - программисты
- Koremasa., Emi.Shimizu - музыкальное сопровождение
- Pochi., MAO., Megupi. - графика

Имена участников отображаются после прохождения игры на эффектном слайдшоу.

## Игровой процесс
В однопользовательском режиме игрок должен забить все шары на столе и набрать определённое количество очков, требуемое для завершения уровня. Оно зависит от порядка забивания шаров. Иногда над лузами появляется звёздочка, при забивании шара в эту лузу игрок получает бонус - дополнительные очки или попытки. В игре несколько уровней, для прохождения каждого следующего уровня требования к результату увеличиваются.
Многопользовательский режим для двух игроков имеет два режима. Первый из них аналогичен режиму одного игрока, но удар переходит к другому игроку при неудачном ударе. Второй режим представляет собой игру в 9 шаров.
В игре также присутствует набор трюковых ударов, выполняемых по окончании уровня. На выполнение удара даётся одна попытка, успешное выполнение приносит дополнительные очки. Игрок может выполнять разные виды ударов — с накатом и оттяжкой, с правым и левым кручением, с прыжком. В версиях игры для Sega Mega Drive и SNES доступен режим Trick game, состоящий только из пятнадцати трюковых ударов, выполняемых с неограниченным количеством попыток и в произвольном порядке.
Для перехода на следующий этап необходимо набрать достаточное количество очков. При этом выделяют две тактики:
- Забивание шаров по номерам в порядке увеличения (1,2,3,4..)
- Забивание шаров подряд, без промахов;

### Этапы игры

Кадр из игры для версии Sega Mega Drive/Genesis

Для версии MegaDrive, этапы игры:
| Stage | City          | Target Score | Next stage     |
| ----- | ------------- | ------------ | -------------- |
| 1     | Los Angeles   | 3000 pts     | -              |
| 2     | Las Vegas     | 4000 pts     | Challenge shot |
| 3     | San Francisco | 5000 pts     | Challenge shot |
| 4     | New York      | 6000 pts     | Challenge shot |
| 5     | Atlantic City | 7000 pts     | -              |

## Отличия версии
В версии Sega Mega Drive и Super Nintendo появляется больше возможностей, смена очков.
- При успешном прохождении бонусного уровня, игрок получает 3 дополнительных жизни, вместо 1 на SNES. А за трюковой бонус игрок получает 6 жизней, вместо 2 на SNES
- При выполнении Challenge Shot, на Sega Mega Drive игрок получает 3 жизни. А на SNES ничего не получает
- Достижение следующего уровня. В версии для Sega Mega Drive достигает: 3000, 4000, 5000, 7000 очков. На NES - на 100 очков больше
- При появлении на Sega дополнительной кнопки C, у игрока появляется возможность отменить удар
- В версии Sega а также SNES. Появляется меню Trick Game
- В версии для Sega Mega Drive количество трюковых ударов в режиме Trick Game увеличено с 15 до 19 ударов
- На SNES версии, жизненные очки отображаются в цифрах, а не кружках
- В каждой версии Challenge Shot разный, кроме Fancy Trick
- На Sega Mega Drive из-за Blast Proccesing, сложнее сделать максимально сильный удар
- В версии для SNES при портировании была допущена ошибка, скорее всего это связано с изменением пропорций стола и расстановки шаров и один бонусный уровень не проходим.

## Отзывы
В обзоре версии игры для NES журнал Computer Gaming World назвал её «лучшим симулятором бильярда, когда-либо выходившим на любых системах» («far and away the best billiards simulation ever published for any system»). Возможности, выходящие за рамки реального бильядра, были названы улучшением игрового процесса.

## Продолжения
Игра имела два прямых продолжения. Первое из них, Side Pocket 2, было выпущено в марте 1995 года эксклюзивно для игровой консоли Sega Saturn. В США эта игра была выпущена под названием Minnesota Fats: Pool Legend.. Следующая часть, Side Pocket , была выпущена в апреле 1998 года на игровых консолях Sega Saturn и PlayStation. Эта игра выходила только в Японии.
Компания Data East также выпустила несколько других аналогичных игр для аркадных автоматов и игровых консолей — в частности, игры Pocket Gal (Super Pool III) для игровых автоматов и Minnesota Fats: Pool Legend для Sega Mega Drive (1995). Они имеют аналогичный игровой процесс, включая особенности управления и набор ударов, и оформление.